# Halterofilismo nos Jogos Paralímpicos de Verão de 2012 - Até 56 kg feminino
A disputa da categoria até 56 kg feminino foi realizada no dia 2 de setembro no Complexo ExCel, em Londres.

## Medalhistas
| Ouro   | EGY Fatma Omar      |
| Prata  | NGR Lucy Ejike      |
| Bronze | TUR Özlem Becerikli |

## Formato de competição
Cada atleta tem 3 tentativas para efetuar um movimento válido. Uma quarta tentativa será permitida apenas se a atleta tiver a intenção de quebrar um recorde mundial ou paralímpico, no entanto, essa quarta tentativa não contará para o resultado final. Se houver empate entre duas ou mais atletas, prevalecerá aquela que tiver a menor massa corporal.

## Recordes
| Recorde mundial     | 141,5 kg | EGY Fatma Omar | Pequim, China | 10 de setembro de 2008 |
| Recorde paralímpico | 141,5 kg | EGY Fatma Omar | Pequim, China | 10 de setembro de 2008 |

A halterofilista egípcia Fatma Omar quebrou ambos os recordes nesta competição.

## Resultados
| Pos.   | Atleta               | Massa corporal (kg) | Tentativas (kg) | Tentativas (kg) | Tentativas (kg) | Tentativas (kg) | Resultado (kg) |
| Pos.   | Atleta               | Massa corporal (kg) | 1               | 2               | 3               | 4               | Resultado (kg) |
| ------ | -------------------- | ------------------- | --------------- | --------------- | --------------- | --------------- | -------------- |
| Ouro   | EGY Fatma Omar       | 54,86               | 132,0           | 137,0           | 142,0           | –               | 142,0          |
| Prata  | NGR Lucy Ejike       | 55,27               | 135,0           | 142,0           | 142,5           | –               | 135,0          |
| Bronze | TUR Özlem Becerikli  | 52,49               | 115,0           | 117,0           | 118,0           | –               | 118,0          |
| 4      | CHN Cui Jianjin      | 55,85               | 108,0           | 110,0           | 118,0           | –               | 110,0          |
| 5      | RUS Irina Kazantseva | 54,45               | 101,0           | 108,0           | 108,0           | –               | 101,0          |
| 6      | MAS Lee Chan Siow    | 53,70               | 80,0            | 85,0            | 86,0            | –               | 80,0           |
| —      | UZB Elena Abasova    | 54,60               | 65,0            | 70,0            | 72,0            | –               | —              |

Legenda
| Recorde mundial      | Recorde mundial (World record)               |                       | Recorde africano                      | Recorde africano (African) |                                           | Q | Classificado por posição (Qualified) |
| Recorde paralímpico  | Recorde paralímpico (Paralympic record)      | Recorde da América    | Recorde da América (Americas)         | q                          | Classificado por melhor tempo (Qualified) |   |                                      |
| Melhor marca do ano  | Melhor marca do ano (World leading)          | Recorde asiático      | Recorde asiático (Asian)              | DNS                        | Não largou (Did not start)                |   |                                      |
| Recorde nacional     | Recorde nacional (National record)           | Recorde europeu       | Recorde europeu (European)            | DNF                        | Não terminou (Did not finish)             |   |                                      |
| Recorde pessoal      | Recorde pessoal do atleta (Personal best)    | Recorde da Oceania    | Recorde da Oceania (Oceania)          | DSQ / DQ                   | Desclassificado (Disqualified)            |   |                                      |
| Recorde da temporada | Recorde da temporada do atleta (Season best) | Recorde sul-americano | Recorde sul-americano (South America) | NM                         | Sem marca (No mark)                       |   |                                      |